# Bousín
Bousín es una población del Distrito de Prostějov,  Región de Olomouc en la República Checa y tiene cerca de 120 habitantes.